# Angus Campbell
Pour les articles homonymes, voir Campbell.
Temple de la renommée : 1964
Angus Campbell (né le 19 mars 1884 à Stayner, dans la province de l'Ontario au Canada - mort le 5 mars 1976 à Toronto, dans la province de l'Ontario au Canada) est un dirigeant canadien de hockey sur glace.

## Biographie
Diplômé de l'université de Toronto en 1911, il a joué au hockey sur glace et à la crosse. Il a fondé l'association de hockey du nord de l'Ontario (NOHA) en 1919. Il était membre de l'Association de hockey de l'Ontario. Son travail lui a valu d'être intronisé comme bâtisseur au Temple de la renommée du hockey en 1964.

## Statistiques
| Saison     | Équipe                 | Ligue      |                            | Saison régulière           | Saison régulière           | Saison régulière           | Saison régulière           | Saison régulière           |                            | Séries éliminatoires       | Séries éliminatoires       | Séries éliminatoires       | Séries éliminatoires | Séries éliminatoires |
| Saison     | Équipe                 | Ligue      | PJ                         | B                          | A                          | Pts                        | Pun                        | PJ                         | B                          | A                          | Pts                        | Pun                        |                      |                      |
| 1908-1909  | Silver Kings de Cobalt | ANH        | Statistiques indisponibles | Statistiques indisponibles | Statistiques indisponibles | Statistiques indisponibles | Statistiques indisponibles | Statistiques indisponibles | Statistiques indisponibles | Statistiques indisponibles | Statistiques indisponibles | Statistiques indisponibles |                      |                      |
| 1910       | Silver Kings de Cobalt | ANH        | 2                          | 4                          | 0                          | 4                          | 8                          | -                          | -                          | -                          | -                          | -                          |                      |                      |
| Totaux ANH | Totaux ANH             | Totaux ANH | 80                         | 10                         | 4                          | 14                         | 47                         | 2                          | 0                          | 0                          | 0                          | 0                          |                      |                      |

### Temple de la renommée
- Il est intronisé en 1964.